# Игнатьева, Мария Юльевна
Мари́я Ю́льевна Игна́тьева (Оганисья́н) (род. 29 января 1963, Москва) — русский поэт и эссеист, филолог, педагог.

## Биография
Окончила факультет журналистики (1985) и аспирантуру филологического факультета МГУ (1988). Защитила диссертацию по теме «Философско-эстетические принципы трагедии Кальдерона и Расина» (1988). В 1988—1989 работала в ИМЛИ АН СССР.
С 1989 года жила в г. Барселона, c 1992 года преподавала русский язык в Государственной Школе Языков в Барселоне. В 2016 году вернулась в Москву. Работает доцентом на кафедре романской филологии ПСТГУ. Ведет курс креативного письма на факультете коммуникаций, медиа и дизайна ВШЭ.
Публиковалась в журналах Знамя, Арион, Иностранная литература, Зарубежные записки, в сетевых журналах Интерпоэзия, TextOnly, Топос, Стороны света, в антологии «Освобожденный Улисс».
Автор книг стихов: «Побег» (1997 г.), «На кириллице» (2004 г.) и «Памятник Колумбу» (2010 г.). Публиковалась в отечественной и зарубежной периодике. Автор учебников по русскому языку для испаноговорящих студентов. Переводчик современной испанской и каталонской поэзии. Составитель антологии современной русской поэзии в издании билингва на русском и испанском языках: La Hora de Rusia, Madrid, Visor Libros, 2011. Автор статей о современной русской поэзии.
Стихи переводились на испанский, каталонский, сербский и хорватский языки. Участвовала в фестивалях поэзии в Тбилиси (2009, 2013), в Нови Сад (Сербия, 2008), в Загребе (Хорватия, 2010), а также в спецпроекте VI Международного фестиваля поэтов биеннале 2009 (авторский вечер в зале «На Самотеке»).
Научные статьи и труды по преподаванию русского языка печатает под фамилией Оганисьян (Oganissian).

### Книги стихов
- Побег. — М.: Диалог-МГУ, 1997. — 56 с. Послесловие Андрея Чернова. ISBN 5-89209-091-4
- На кириллице. — М.: Изографус, 2004. — 96 с. Послесловие Андрея Чернова. На обложке и в тексте работы Завена Аршакуни. ISBN 5-94661-090-2
- Памятник Колумбу: Сборник стихов и эссе. — М: Факультет журналистики МГУ; Изд-во МГУ, 2010. — 160 с.ISBN 978-5-211-05924-5
- Юго-Запад. Стихи, переложения, поэма. М.: Водолей, 2025. — 200 c. ISBN 978-5-91763-641-2. На обложке отзыв Сергея Гандлевского.

### Переводы
- Иоанн Креста. Песни души. Полное собрание стихотворений. Издательство Ивана Лимбаха, 2021.

### Антологии
- La hora de Rusia. Poesía contemporánea. Visor-Libros, 2011. — 440 páginas. ISBN 978-84-9895-781-5

### Эссе
- Евгений Шифферс. Смертию смерть поправ. // Знамя, 2005, с. 8
- Опыты Сергея Гандлевского.// Знамя, 2009, № 4
- О чистом сосредоточении (О стихах Михаила Айзенберга). // НКХ
- Жузеп Карне. Острова одиночеств. // Иностранная литература, 2010, № 11.
- 41 псалом. // Журнал «Восток свыше», выпуск XXXI. Ташкент. С. 99-101
- Чудеса в решете. Рецензия на книгу архим. Тихона Шевкунова «Несвятые святые». Совместно с монахом Диодором (Ларионовым) // Журнал «Континент», второй квартал 2012. Французский перевод: Moine Diodore (Larionov) et Marie Ignatiev. Miracles à gogo // Le Messager Orthodoxe, № 154 (I-2013), 101—107.

### Учебные пособия
- Ruso para hispanohablantes, 1 (Con V. Nogueira, M. Gorbatkina, C. Mercader). Herder, 2002. — 324 p.
- Ruso para hispanohablantes, 2 (Con V. Nogueira, M. Gorbatkina, C. Mercader). Herder, 2004. — 284 p.
- Ruso para hispanohablantes, 3 (con O.Leontieva). Herder, 2013. — 328 p.
- Ruso para hispanohablantes, 4 (con O. Norko). Herder, 2018. — 380 p.
- Baba Yaga. Cuentos rusos tradicionales (con M.Gorbatkina) Herder, 2007. — 120 pag. ISBN 9788425424601
- Relatos de la historia rusa (con N.Kubyshina) Herder, 2008. — 128 pag. ISBN 978-84-254-2461-8

### Научные работы
- Испанская мистика XVI в. и «Духовный гимн» святого Иоанна Креста. Studia litterarum, 2023, vol. 8, № 2. С.86-107.
- Проблемы перевода имени San Juan de la Cruz на русский язык // Медиа Альманах, 2021, № 6. С. 138—145.
- «Воображаемые линии»: источники «Св. Иоанна Креста» Д. С. Мережковского// Studia litterarum, 2021, том 6, № 4. С. 224—245.
- Петербург — Париж — Геттинген — Мадрид: сюжет из истории истории испанской литературы //Studia litterarum, 2020. Tom 5, #2. C. 102—123.
- Чужой: ближний, дальний и Аминадав. Страхи в Испании «золотого века»// НЛО, 2020, № 2. Вып. 162. С. 46-60.
- Гонсало де Берсео и особенности ранней испанской гимнографии //Христианская гимнография: история и современность. М.: ИМЛИ РАН, 2019. С. 173—195
- «Вертоград заключенный»: мариология в поэзии Иоанна Креста.// Медиа Альманах, 2019, вып. 1. С. 196—203
- Агония христианского мира: от Иоанна Креста до Кальдерона // Латинская Америка, 2018, № 2. С. 86-99.
- Образ и структура в поэзии Иоанна Креста // Древняя и Новая Романия, Выпуск 17, 2016. С. 307—325.
- «Жил на свете клирик бедный»: долг и упование Гонсало де Берсео // Знание. Понимание. Умение, № 4, 2016. С. 260—267.
- Расин и Мандельштам // Studia literarum, 2017, vol. 2, N3. C. 206—218.
- Проблема жанра и трагическое в театре XVII века (Кальдерон и Расин) // Филологические науки. — 1990. — № 5. — С. 30-38.
- Творчество Бальтасара Грасиана в контексте барочной риторической традиции // Сервантесовские чтения. 1988. Л., 1988, с.224-228.
- vía @academia «Магический куб» Кальдерона (Поэтика драмы «Поклонение Кресту») // Тартуский университет: Ученые записки 879 (1990). С. 42-52.
- Литература стран Центральной Америки / Глава в кн.: История литератур Латинской Америки, т.3. — М.: Наследие, 1994.
- Соотношение поэзии и прозы в наследии Иоанна Креста.// Вестник Костромского Государственного Университета им. Н.А Некрасова. т 22, № 3, 2016. С. 68-71.
- El mito y la realidad del alma rusa. Inter E.O.I. Oxford Univ. Press, 1998.
- El tiempo y el objeto en la poética de Joseph Brodsky. Rusística Española, 1994.
- Al tombant del segle. Poesia a E.O.I. Història d’un projecte. Inter E.O.I. Oxford Univ. Press, 2003.

### Интервью
- Olga Merino[исп.]. «Aquí el rasero para medir algo es el disfrute». El Periódico. 23 de agosto de 2012.
- Дмитрий Бавильский. У вас есть гиппопотам? Писатели русского зарубежья отвечают на вопросы заочного круглого стола // Частный корреспондент, 3 декабря 2010 г.
- Елена Фанайлова. Стихи Марии Игнатьевой. Радио Свобода. 25 февраля 2011 года
- Сергей Круглов. «Поэт Мария Игнатьева» в передаче «Поэзия. Движение слов», радио Культура. 3 апреля 2014 года
- Людмила Зотова. Мария Игнатьева в передаче «У нас в гостях», радио «Град Петров»
- Евгений Абдуллаев. «Нити из церковнославянского клубка». Журнал «Восток свыше», выпуск XXXI. Ташкент. С. 94-101

## Отзывы
Стихи Марии Игнатьевой свиты из любви, судьбы и звука. Свиты по старинному (но не устаревающему) рецепту истинного стихотворчества, то есть без малейшей оглядки на читателя и без подмигивания кокетке-моде. И я уверен, что только тайный жар подлинной лирики в состоянии спалить ту ватную, ту серую глухоту, которой сегодня окутана классическая вершина русского поэтического Олимпа.
— Андрей Чернов (поэт, историк древнерусской литературы).

Я впервые читаю стихи Марии Игнатьевой в таком количестве и составе. Ее лирику отличает, на мой вкус, редкое по естественности смешение самой обиходной прозы и метафизики: «Как от айфона, от смерти глаз не отвести…», или -
Постылое иго греха и вины
Ещё с горбачёвских времён.
Пустая пустыня до самой страны,
Где дуб над рекой накренён.
Собственно, автор и сам знает об этой своей особенности:
И я, в ком с юности саднит
богоискательства увечье…
Но тематическая серьезность не лишает книгу легкости и очарования. Вероятно, потому что авторской манере свойственны и юмор с горечью, и талантливая словесная игра.
А некоторые стихи так хороши, что их хочется прочесть кому-нибудь вслух.— Сергей Гандлевский (поэт, прозаик, эссеист).

Мария Игнатьева — поэт объёмного диапазона, владеющий всем разнообразием жанрового пространства поэзии. Ей удаются стихи, за которыми стоит не просто версификаторская свобода, но прежде всего — внутренне укоренившаяся личностная свобода, она и диктует автору строки лирической исповедальности, глубину переложений конфессиональных текстов, драматургическую сатиричность бытового события. Философичность её поэзии обеспечена сосредоточенностью художественного взгляда на важном и сокровенном — у Игнатьевой практически нет стихотворений мелкого повода. Но это не значит, что от её текстов несёт угрюмой серьёзностью.— Даниил Чкония (поэт, литературный критик).